# Jesús Eduardo Álvarez Herrera
Jesús Eduardo Álvarez Herrera (Caracas, 13 aprile 1960) è un direttore d'orchestra, chitarrista e compositore venezuelano.
Dopo aver studiato chitarra nella madrepatria con Manuel Enrique Pérez Díaz e Rómulo Lazarde, si perfeziona al Royal College of Music di Londra con Charles Ramirez (chitarra classica), Jeremy Dale-Roberts (composizione) e Christopher Adey (direzione d’orchestra)  ottenendo l'"Associated of the Royal College of Music" e il "Certificate of Advance Studies". Ha inoltre studiato con il compositore e chitarrista Leo Brouwer, Witold Lutosławski, Giacomo Manzoni (presso il Conservatorio di Milano) e con Franco Donatoni (presso l’Accademia Musicale Chigiana).
Compositore e chitarrista classico ha ottenuto il “Jack Morrison Prize” e il “Madeline Walton Prize”, in Inghilterra e ha collaborato negli anni ottanta in molte occasioni come solista in numerosi brani dei Rondò Veneziano. Ha diretto Willi Burger nella Suite per armonica a bocca e orchestra di Gian Piero Reverberi e a lui dedicata. Ha inoltre composto per Willi Burger un nuovo concerto per armonica a bocca nel 2009.

## Opere
- Concerto per armonica a bocca
- Serenata para guitarra
- 2008 - Sonatina[4]
- "Sinfonia" 2015

## Discografia
- 1988 - Concerto dei Rondò Veneziano
  - Concerto (Poesia di Venezia)
  - Sonetto
  - Miniature
  - Carrousel
  - Chimere
- 1989 - Masquerade dei Rondò Veneziano
  - Visioni di Venezia
  - Luci e colori di Venezia
  - Segreto
  - Velieri lontani